# Irische Badmintonmeisterschaft 2004
Die Irische Badmintonmeisterschaft 2004 fand vom 31. Januar bis zum 1. Februar 2004 im National Badminton Centre in Lisburn statt.

## Sieger und Finalisten
| Disziplin    | Gold                        | Silber                          |
| ------------ | --------------------------- | ------------------------------- |
| Herreneinzel | Ciaran D’Arcy               | Michael Watt                    |
| Dameneinzel  | Bing Huang                  | Jenny King                      |
| Herrendoppel | Bruce Topping Mark Topping  | Eugene McKenna Graham Henderson |
| Damendoppel  | Ruth Kilkenny Keelin Fox    | Pauline Glennon Fiona Glennon   |
| Mixed        | Donal O’Halloran Bing Huang | Neil Lynch Fiona Glennon        |